# Verwundetennest

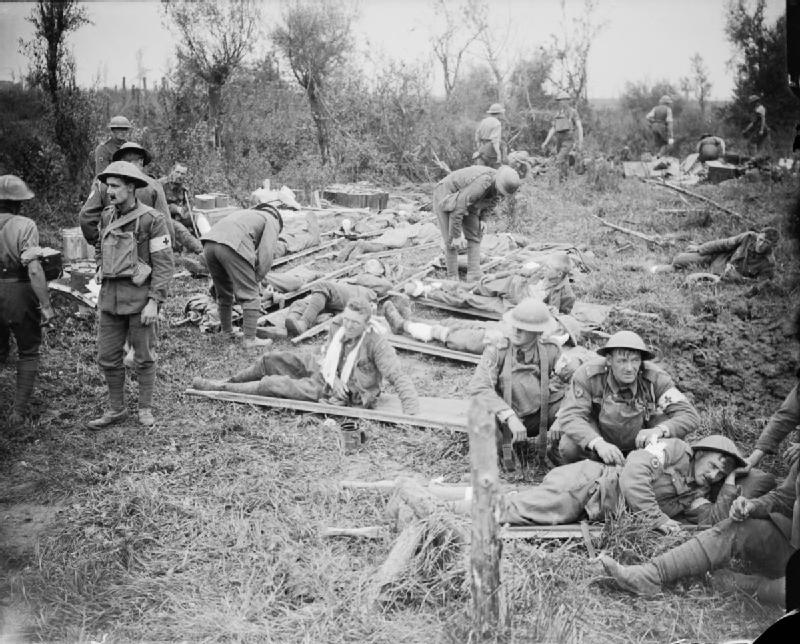
Britisches Verwundetennest im Ersten Weltkrieg (1917)

Ein Verwundetennest ist der erste Versorgungs- und Sammelpunkt für einen Verwundeten, meist nahe dem Zugnest/„Zuggefechtsstand“. Vom Verwundetennest erfolgt dann die Übernahme durch den Truppensanitätsdienst mit Sanitätspersonal, in schweren Fällen auch durch den beweglichen Arzttrupp (BAT), der diese dann zur Rettungsstation, früher Truppenverbandplatz (TVP), verbringt.
Die Anschlussversorgung erfolgt dann im Rettungszentrum, früher Hauptverbandplatz der Brigade, nachfolgend in einem Feldlazarett der Division oder der Territorialen Grundorganisation.
Verwundetennester werden durch weiße Flaggen mit oder ohne rotem Kreuz gekennzeichnet. Laut Genfer Konvention ist es verboten, gekennzeichnete Verwundetennester zu beschießen. 
Das durch zivile Behörden und Organisationen mit Sicherheitsaufgaben gebildete Pendant wird als Patientenablage bezeichnet.